# Los Pogos
Los Pogos este o trupă multietnica de punk, originară din Cluj, s-a înființat în anul 2002 de către Zsolt Egyedi (chitară bas și voce) și Levente Tofan (chitară și voce). Primul concert a avut loc pe 28 ianuarie 2003. Componenta actuala 2021: Zsolti (Zsolt Egyedi, chitară bas și voce), Lolo (Lorant Sirgher, chitara și voce)
Fosti membrii : Atti (Attila Szallós, baterie, chitara și voce), Robi (Robert Kovacs, chitara și voce) si Alex (Alexandru Ordog, chitara și voce). Cea mai de succes piesa este "Poliția".